# Prionostemma bidens
Prionostemma bidens is een hooiwagen uit de familie Sclerosomatidae.